# Díry
Díry, v anglickém originále Holes, je film natočený roku 2003 režisérem Andrewem Davisem. Jedná se o rodinný film s mysteriózní zápletkou.

## Děj
Hlavním hrdinou je Stanley Yelnats (Shia LaBeouf), jehož celý život pronásleduje smůla způsobená rodinnou kletbou, kterou vyvolal jeho prapradědeček z Lotyšska. V Lotyšsku pracoval jako pomocník na farmě, kde se zamiloval do dcery jednoho sedláka, který jí zaslíbil každému, kdo mu přinese to nejtěžší prase. Proto zašel za věštkyní, která mu poradila: „Vezmi si ode mne to nejmenší sele a každý den vynes prasátko na kopec, tam ho nech vodu z pramene píti a zpívej mu: 'Jen kdyby to datel směl, kůra je tak měkká, hladový vlk na kořist svou už čeká.' Prase den co den poroste a ty budeš silnější, ale až prase odevzdáš, vyvedeš mne na kopec, abych byla taky silná! Jestli se ale nevrátíš, tvá rodina bude navěky prokletá.“ Ovšem on se nevrátil a tak proklel celou rodinu.
Stanley je neprávem obviněn z krádeže a převezen na osmnáct měsíců do nápravného tábora, kde pod velením despotické velitelky (Sigourney Weaver) musí den co den zdánlivě bezdůvodně kopat jednu jámu za druhou. Vždy, když někdo z trestanců něco najde, dostane den volna. Stanleymu je to hodně podezřelé a myslí, že velitelka ve skutečnosti hledá ztracený poklad jeho rodiny, který ukradla nejobávanější banditka té doby. Stanley se svým kamarádem utečou a rozhodnou se na vlastní pěst sami poklad hledat a nakonec ho naleznou. A jelikož je na jmenovce napsáno Stanley Yelnats, velitelka mu jej nemůže vzít. Stanley si poklad odveze domů, protože mu byla prokázána nevina a přijela pro něj právnička.
Nalezený poklad přinese Stanleyově rodině neskutečné bohatství a zlomí i rodinnou kletbu.

## Hrají
- Shia LaBeouf (Stanley "Caveman" Yelnats IV.)
- Sigourney Weaver (The Warden/Ms. Walker)
- Jon Voight (Mr. Sir/Marion Sevillo)
- Patricia Arquette (Kissin' Kate Barlow)
- Tim Blake Nelson (Dr. Pendanski)
- Dule Hill (Sam the Onion Man)
- Henry Winkler (Stanley Yelnats III.)
- Nathan Davis (Stanley Yelnats II.)
- Siobhan Fallon Hogan (Tiffany Yelnats)
- Allan Kolman (Stanley Yelnats I.)
- Damien Luvara (Elya Yelnats)
- Rick Fox (Clyde "Sweet Feet" Livingston)
- Nicole Pulliam (Mrs. Livingston)
- Scott Plank (Trout Walker)
- Roma Maffia (Atty. Carla Morengo)
- Sanya Mateyas (Myra Menke)
- Ravil Isyanov (Morris Menke)
- Ken Davitian (Igor Barkov)
- Eartha Kitt (Madame Zeroni)
- Ray Baker (Asst. Attorney General)
- Shirley Butler (Mrs. Zeroni)
- Khleo Thomas (Hector "Zero" Zeroni)
- Max Kasch (Ricky "Zig-Zag")
- Brenden Jefferson (Rex "X-Ray")
- Byron Cotton as Theodore "Armpit"
- Jake M. Smith (Alan "Squid")
- Miguel Castro (Jose "Magnet")
- Noah Poletiek (Brian "Twitch")
- Louis Sachar (Mr. Collingwood)
- Steven Anthony Lawrence (Kid Chasing Bus)